# Keukenhof
El Keukenhof és un parc floral situat al nord-oest de Lisse, a l'Holanda del Sud, als Països Baixos.

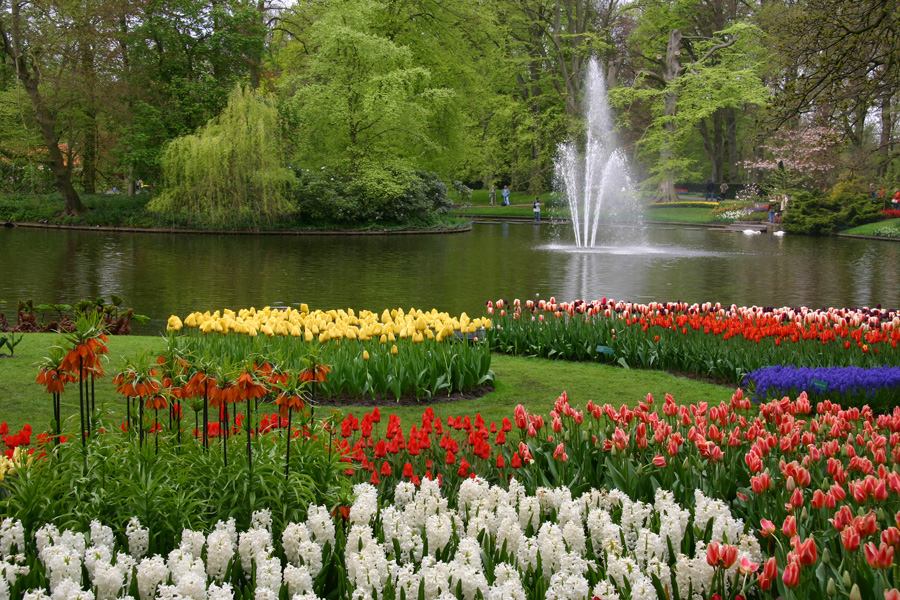
El Keukenhof

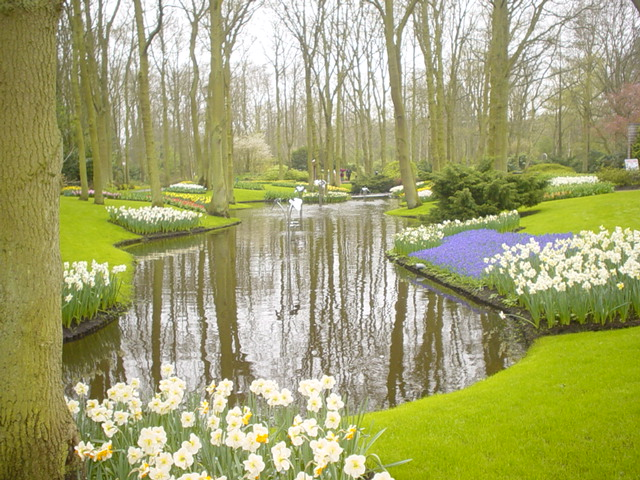
Una altra vista del parc

Sobre les 32 hectàrees del parc, les societats florals de la regió exposen a la primavera (de març a maig) els seus bulbs en flor, i sobretot les  tulipes. Conegut internacionalment, el parc és sovintejat cada any per milers de turistes dels Països Baixos i d'altres bandes.
Va ser en el transcurs del segle xv que el parc, part de la finca del Castell de Teylingen, va servir de jardí d'hort a la comtessa Jacqueline d'Hainaut. Trobava allà els ingredients per a la seva cuina, el que explica l'origen de la denominació (Keukenhof: finca de la cuina). El 1840, el parc va ser redissenyat pels arquitectes Zochter i fill, que havia concebut igualment el Vondelpark d'Amsterdam. El 1949, la propietat va ser transformada per acollir les exposicions de flors de bulbs, per iniciativa de l'alcalde de Lisse de l'època, W.J.H. Lambooy.

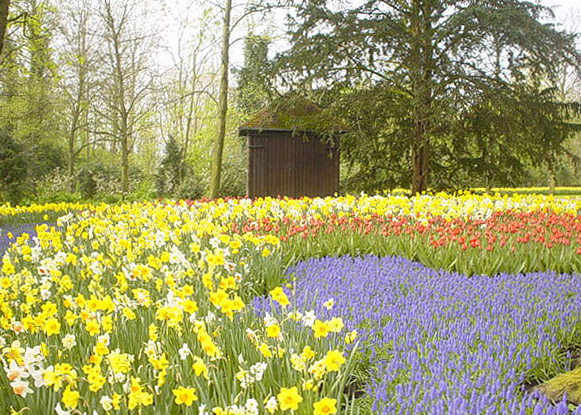
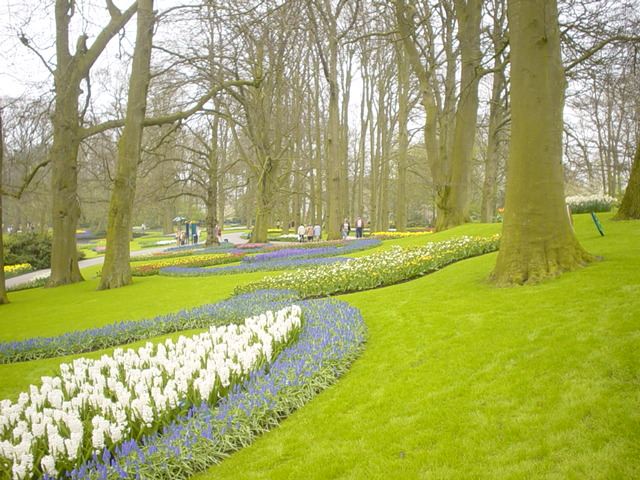
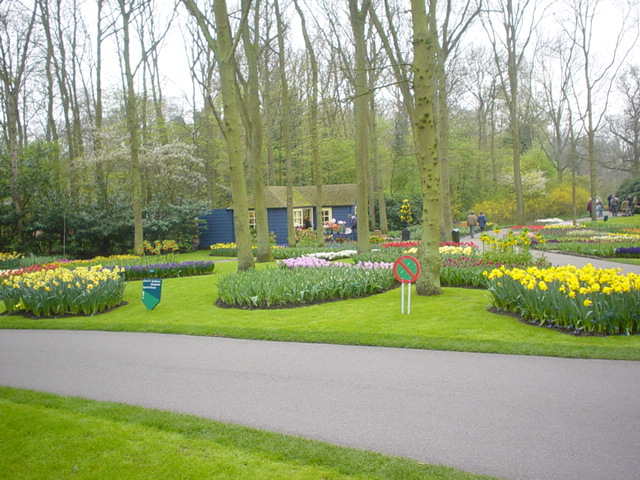
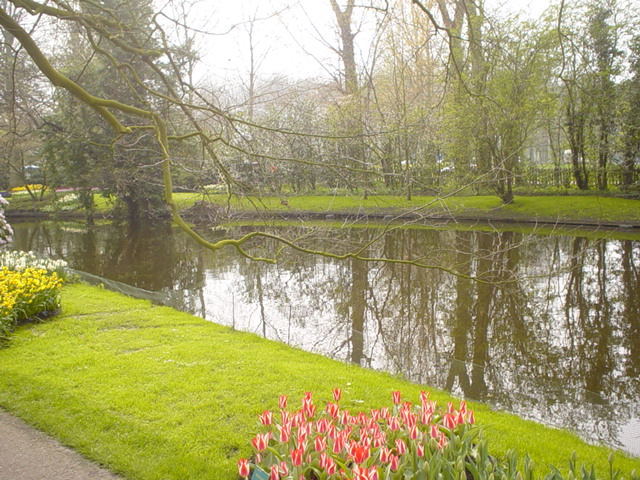
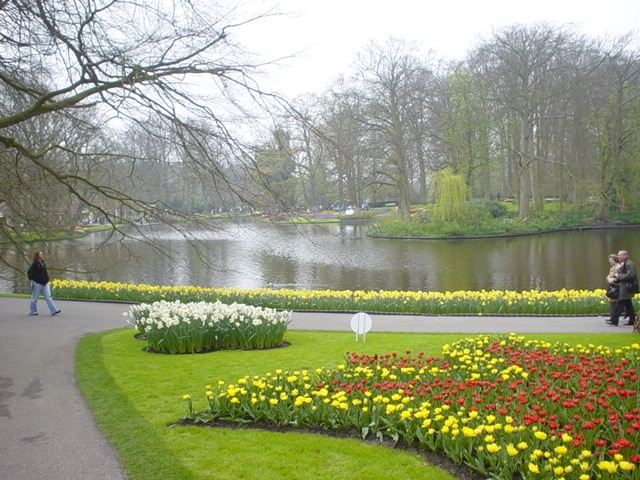
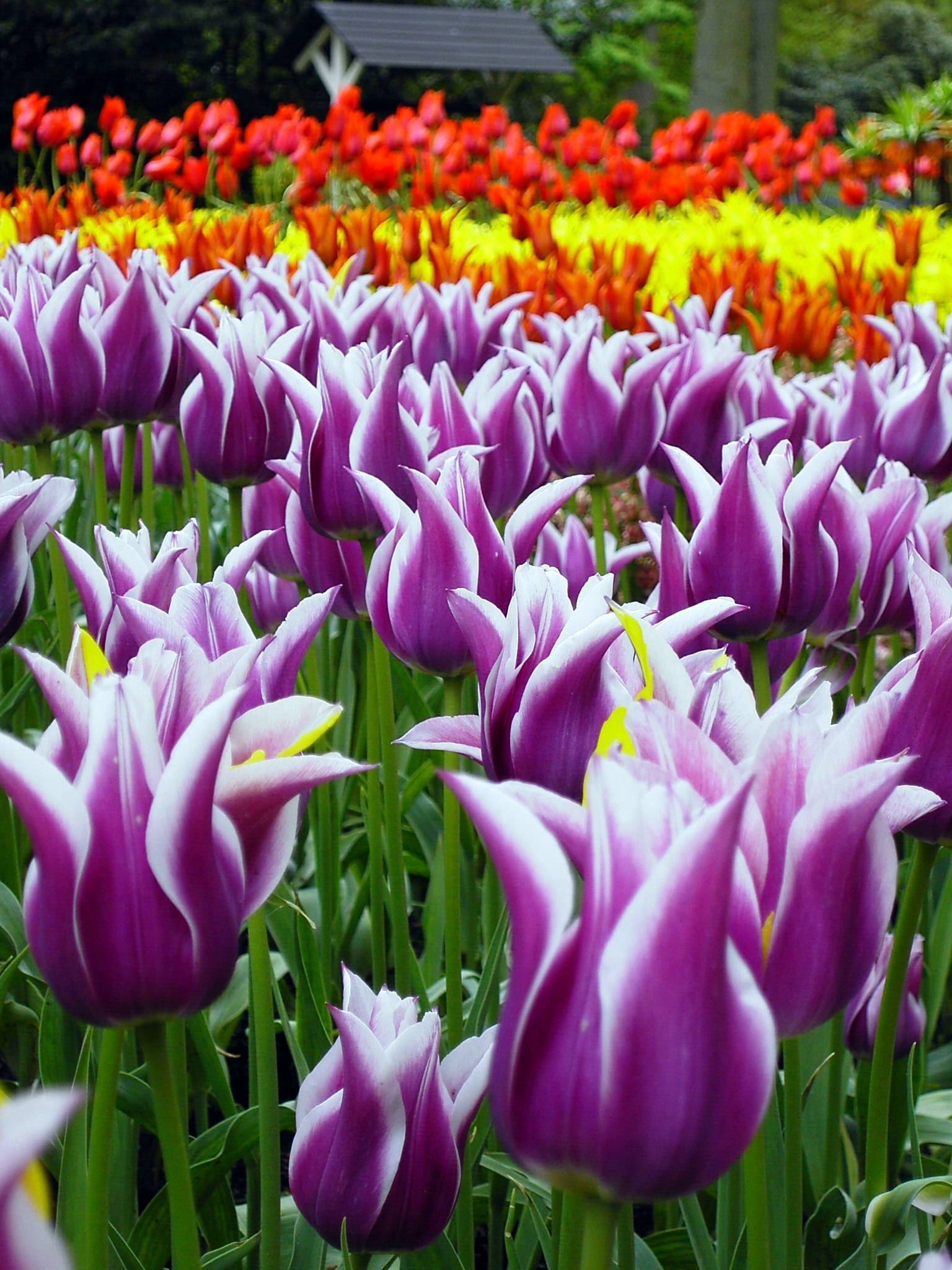
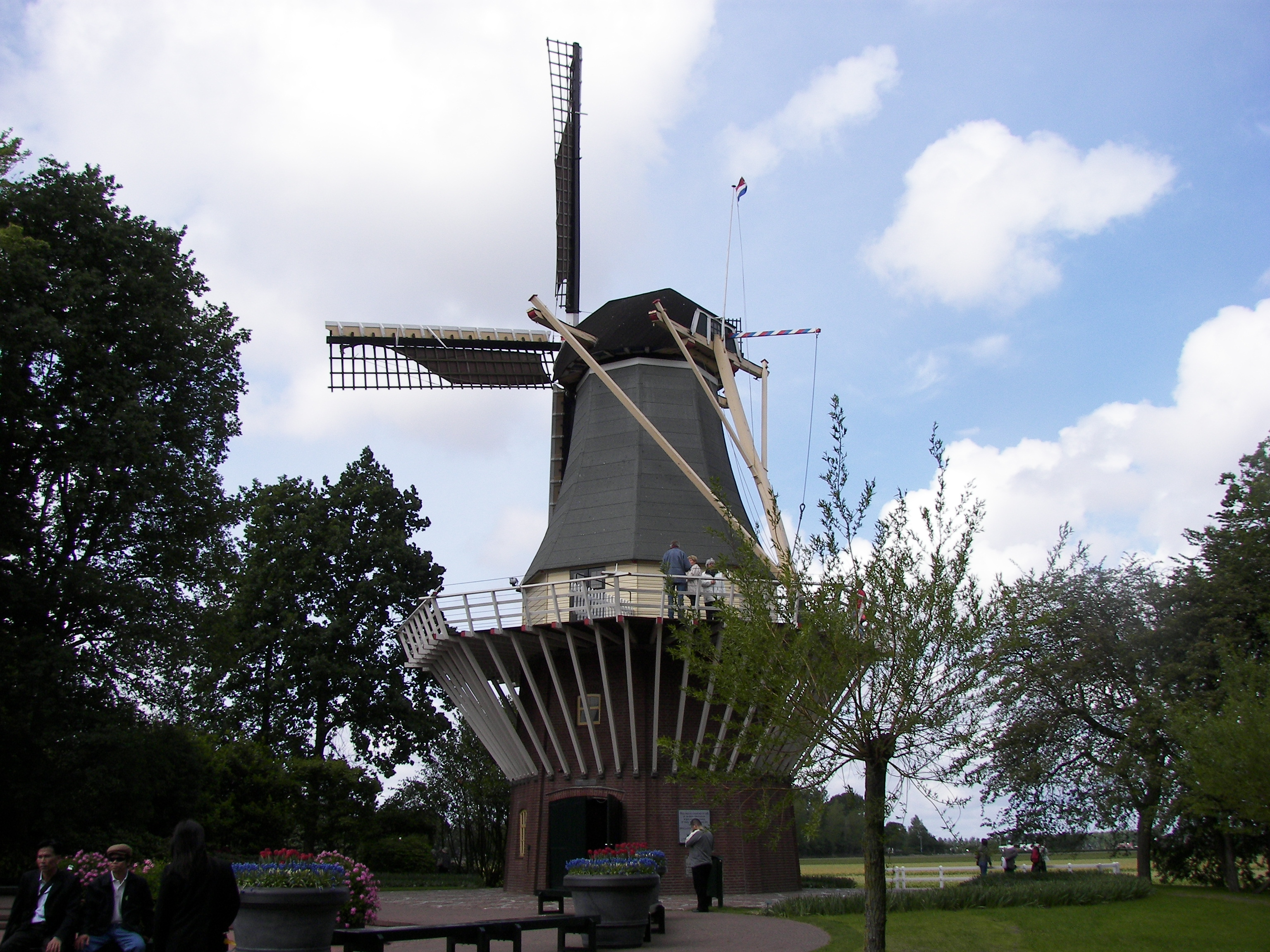
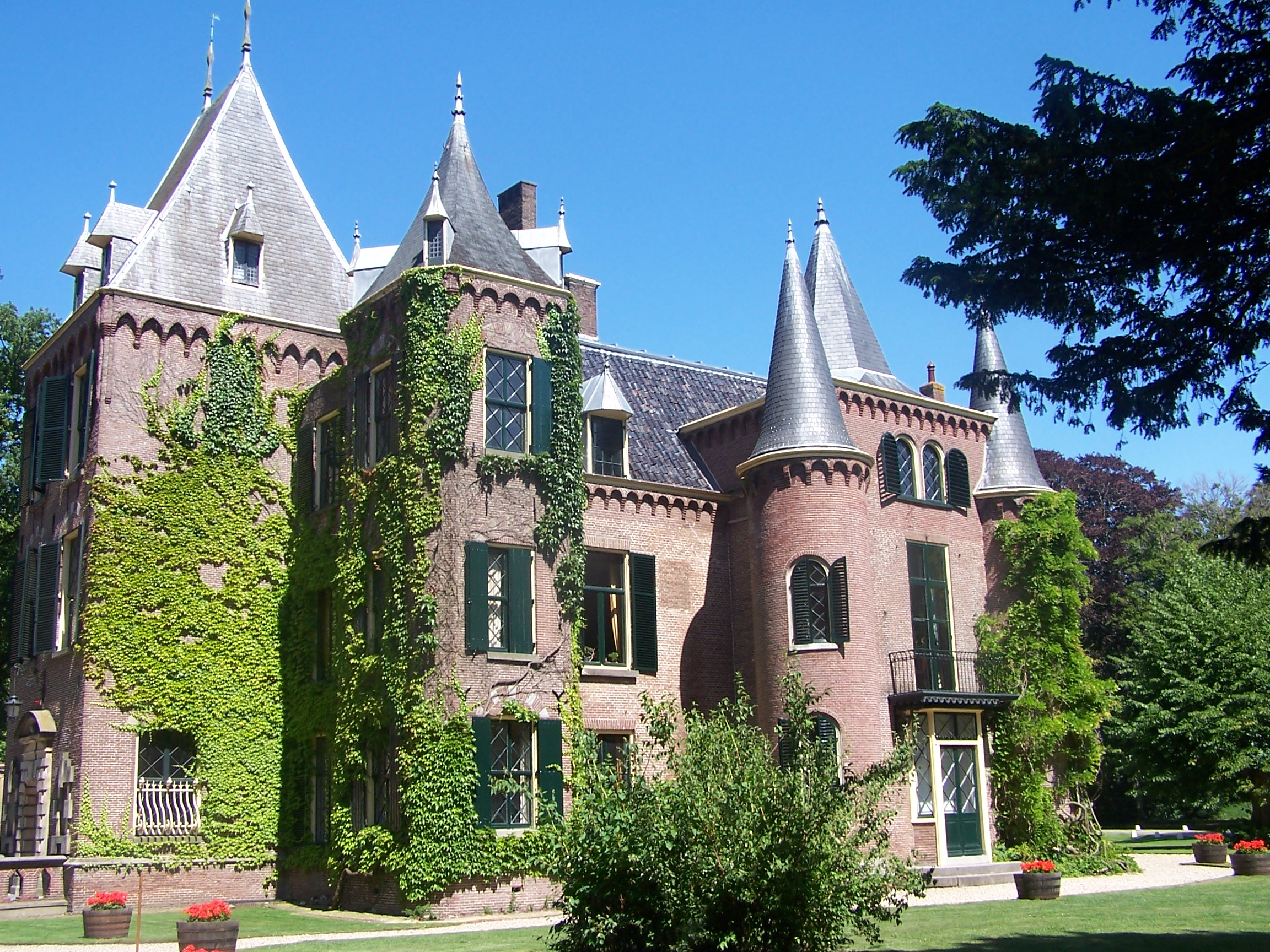